# Flynas
Flynas – saudyjska tania linia lotnicza z siedzibą w Rijadzie. Została założona w lutym 2007, głównym hubem jest port lotniczy Rijad.
Realizuje połączenia do 69 portów docelowych w 32 krajach.
Założona pod nazwą Nas Air, od 13 listopada 2013 realizuje połączenia pod obecnym logotypem.

## Flota
Według stanu na lipiec 2025 flota flynas składała się z 75 samolotów pasażerskich o średnim wieku 4,8 lat:
| Samolot          | Samolot | Samolot   | Liczba miejsc | Liczba miejsc | Liczba miejsc | Uwagi                                     |
| Model            | Aktywne | Zamówione | B             | E             | Łącznie       | Uwagi                                     |
| ---------------- | ------- | --------- | ------------- | ------------- | ------------- | ----------------------------------------- |
| Airbus A320-200  | 6       | –         | –             | 164           | 164           | Elastyczna konfiguracja miejsc klas B i E |
| Airbus A320neo   | 58      | 2         | –             | 174           | 174           | Elastyczna konfiguracja miejsc klas B i E |
| Airbus A330-300  | 6       | –         | –             | 335           | 335           |                                           |
| Airbus A330-300  | 6       | –         | 12            | 365           | 377           |                                           |
| Airbus A330-300  | 6       | –         | –             | 436           | 436           |                                           |
| Boeing 737 MAX 8 | 5       | –         | –             | 180           | 180           |                                           |
| Boeing 737 MAX 8 | 5       | –         | –             | 189           | 189           |                                           |
| Łącznie          | 75      | 2         |               |               |               |                                           |